# Hyper Scape
Hyper Scape — компьютерная игра в жанре многопользовательского шутера от первого лица и королевской битвы, разработанная компанией Ubisoft Montreal и изданная Ubisoft. Игра отличается своей интеграцией с Twitch, которая позволяет зрителям влиять на исход матча.

## Игровой процесс
Основный режим игры, имеет общие элементы с другими играми в жанре королевской битвы. Игроки попадают на карту, которая вмещает в себя до 100 человек (для соло-режима), и в командном до 99 человек (33 команды, по 3 человека). Начало битвы стандартное — высадка в личной капсуле, поиск оружия по всей карте. Как и в других подобных играх, будет сужаться зона сражения, будут пропадать целые здания, а если игрок не успел вернуться боевую зону — он будет получать урон. Отличием служит появление «короны» в последней зоне. Если игрок, подобравший корону, продержится с ней 45 секунд, то раунд выигрывается. Альтернатива победы короной — убить всех противников, и остаться одному или с командой.
Погибая, игрок появится фантомом, и сможет служить своей команде в виде разведчика. После победы команды, появится точка возрождения, где товарищи по команде смогут оживить игрока-фантома.
Высаживаясь на карте, игроки имеют только оружие ближнего боя. По всей карте разбросаны ящики с оружием и специальные возможности — «хаки». Игрок может взять с собой только два оружия и два «хака». Улучшать которые можно через нахождение подобных предметов. Также имеется система навыков — телепорт, удар по земле, лечение, невидимость и т. д.
На протяжении всего матча будут стартовать различные события с включением модификаторов — например, бесконечный боезапас или низкая гравитация. Решать и изменять модификаторы будут зрители на Twitch.

## Сюжет
Действие игры происходит в 2054 году в Нео-Аркадии, город который является метавселенной, созданной компанией Prisma Dimensions. В этой метавселенной игроки сражаются друг с другом в спорте, известном как Crown Rush (с англ. — «Коронный прорыв»). Сеттинг игры схож с виртуальным миром OASIS из фантастического фильма «Первому игроку приготовиться».

## Разработка
Игру официально анонсировали 2 июля 2020 года, за несколько дней до этого события в сеть попали данные игры — место действия, режимы. В этот же день, до официального анонса игры, игру стали активно стримить на платформе Twitch.
12 июля 2020 года началось открытое бета-тестирование игры на PC, полноценный выход состоялся 11 августа 2020 года на платформах Windows, PlayStation 4 и Xbox One.
22 января 2022 года Ubisoft анонсировала закрытие серверов, назначенное на 28 апреля.

## Критика
Согласно агрегатору обзоров Metacritic, игра получила «смешенные или средние» оценки. Во время бета-теста игра была самой просматриваемой на Twitch, однако не смогла удержать темп к своему релизу в августе. В октябре 2020 года Ubisoft признала, что игра не вызвала интереса у игроков и не смогла достичь необходимых показателей.